# Família Colaço
Colaço é o sobrenome de uma família com origens de - na maioria - Portugal.

## História
Apelido proveniente certamente de alcunha, é inteiramente plausível que existam várias famílias a usá-lo como apelido sem estarem ligadas por laços de parentesco consanguíneo, como é o caso dos Colaços de Cernache do Bonjardim, de Pedrógão Grande, de Figueiró dos Vinhos, de Vila Real, de Arraiolos, Outeiro de Miranda e Moura, entre outros. Por isso podem estar na razão diversos genealogistas que apontam aos mais primitivos Colaços origens totalmente diversas, visto ser verosímil que eles as tenham tido. O primeiro Colaço conhecido viveu no tempo de D. Afonso III: trata-se de um Fernão Colaço, de Portel, de que não existem mais informações. Pode-se seguir a sua genealogia com mais segurança a partir de João Álvares Colaço, que, em virtude dos serviços que prestou à Coroa em África, foi feito fidalgo de cota de armas por mercê de D. Afonso V. Teve numerosas descendência, mas é possível que outras famílias do mesmo nome, como os Colaços de Pedrógão Grande, Figueiró dos Vinhos, Cernache do Bonjardim, não tenham qualquer relação com João Álvares Colaço. Em vários concelhos do Baixo Alentejo, tais como Mértola, Almodôvar, Castro Verde, Serpa e Beja, existe desde o século XVI uma comunidade de Colaços que se disseminou por essas terras.

## Armas
- Alguns: vermelho, com um leão de ouro, armado e lampassado de vermelho;
  - Timbre: o leão do escudo.
- João Álvares Colaço: vermelho, com uma banda cosida de azul, carregada com um leão de ouro, armado e lampassado de vermelho, e acompanhada de dois pinheiros de verde, arrancados e frutados de ouro;
  - Timbre: o leão do escudo sainte e tendo um ramo de pinheiro nas garras.